# Grand Prix automobile d'Azerbaïdjan 2017
GP précédent GP suivant
Le Grand Prix automobile d'Azerbaïdjan 2017 (2017 Formula 1 Azerbaïdjan Grand Prix), disputé le 25 juin 2017 sur le circuit urbain de Bakou, est la 964e épreuve du championnat du monde de Formule 1 courue depuis 1950 et la huitième manche du championnat 2017. Il s'agit de la première édition du Grand Prix d'Azerbaïdjan sur un circuit inauguré un an plus tôt avec l'organisation du Grand Prix d'Europe 2016.  Après le succès de cette édition, les organisateurs décident de renommer l'épreuve en Grand Prix d'Azerbaïdjan pour « positionner l'Azerbaïdjan en Europe et démontrer leur volonté d'ouverture aux visiteurs étrangers. »
Le circuit de six kilomètres, réalisé par Hermann Tilke, architecte habituel des circuits de Formule 1 modernes, est parcouru dans le sens anti-horaire. Le départ est donné de la place Azadliq ; le circuit fait le tour de la Maison du gouvernement, pique ensuite vers l'ouest en direction de la Tour de la Vierge pour ensuite contourner la vieille ville avant de prendre, sur 2,2 km, l'avenue Neftchilar jusqu'à la ligne de départ. Avec 6,003 km, le circuit urbain de Bakou est la deuxième piste la plus longue du championnat, derrière celle de Spa-Francorchamps
Le samedi, après qu'une interruption de session sur drapeau rouge a stoppé la troisième phase qualificative le temps que la Red Bull RB13 de Daniel Ricciardo, accidentée, soit évacuée de la piste, tout se joue dans les trois dernières minutes. Alors que Valtteri Bottas est à ce point en tête de la séance, Lewis Hamilton, dans un ultime effort qu'il considère comme « sans doute le tour le plus excitant que j'ai effectué depuis le début de l'année » devance son coéquipier de six dixièmes de seconde et réalise sa cinquième pole position de la saison, la soixante-sixième de sa carrière, à désormais deux départs en tête du record de Michael Schumacher. Les deux Ferrari se postent derrière les Flèches d'Argent, Kimi Räikkönen se montrant plus rapide que Sebastian Vettel ; la troisième ligne est occupée par Max Verstappen et Sergio Pérez tandis qu'Esteban Ocon et Lance Stroll, septième et huitième, obtiennent leurs meilleurs résultats en qualifications depuis leurs débuts en s'élançant de la quatrième ligne.
La course est émaillée de nombreux incidents et rebondissements dont trois sorties de la voiture de sécurité, une piste parsemée de débris, sept abandons et une interruption de l'épreuve sur drapeau rouge après vingt-trois tours. Daniel Ricciardo, pourtant dixième sur la grille puis dix-septième après un arrêt anticipé pour débarrasser ses freins de débris, remporte la cinquième victoire de sa carrière, après plus de deux heures de course, et offre à Red Bull Racing son premier succès de la saison. Il a notamment profité des déconvenues de Lewis Hamilton, obligé de passer au stand pour changer sa protection d'habitacle qui se détachait et de Sebastian Vettel, pénalisé d'un arrêt obligatoire de dix secondes au stand pour avoir percuté la Mercedes d'Hamilton dans un mouvement d'humeur à la seconde relance. Ricciardo construit sa victoire en dépassant trois voitures d'un coup à la troisième relance pour se poster en troisième position derrière les deux premiers du championnat. Valtteri Bottas, pourtant repoussé à un tour de la tête de course après un accrochage avec Kimi Räikkönen au premier tour, remonte peu à peu et dépasse Lance Stroll juste avant l'arrivée pour accrocher la deuxième place. Le novice canadien, passé à travers toutes les péripéties de cette course, monte sur son premier podium, à 18 ans 7 mois et 27 jours et devient ainsi le dauphin de Max Verstappen dans les statistiques. Vettel ressorti juste devant Hamilton après sa pénalité, le contient jusqu'au bout et finit quatrième, augmentant légèrement son avance au championnat. Esteban Ocon, malgré un accrochage avec son coéquipier Sergio Pérez qu'il contraint à l'abandon, termine sixième, comme deux semaines plus tôt au Canada. Il devance Kevin Magnussen qui égale son meilleur résultat chez Haas F1 Team, Carlos Sainz Jr. et Fernando Alonso qui marque les deux premiers points de la saison de McLaren-Honda, Pascal Wehrlein prenant le dernier point. 
Vettel conserve la tête du championnat avec 153 points et devance toujours Hamilton (139 points) ; suivent Bottas (111 points), Ricciardo (92 points) qui dépasse Räikkönen resté à 73 points et Verstappen (resté à 45 points). Mercedes, avec 250 points, conserve la tête du championnat devant Ferrari (226 points) et Red Bull Racing (137 points) ; suivent Force India (79 points), Williams (37 points) qui passe la Scuderia Toro Rosso (33 points), Haas (21 points) qui passe Renault resté à 18 points, Sauber (5 points) et McLaren qui inscrits ses 2 premiers points de la saison. Toutes les écuries inscrites au championnat ont désormais inscrit des points cette saison.

## Pneus disponibles
| Pneus pour piste sèche | Pneus pour piste sèche | Pneus pour piste sèche | Pneus pluie    | Pneus pluie |
| ---------------------- | ---------------------- | ---------------------- | -------------- | ----------- |
| Super tendres          | Tendres                | Médiums                | Intermédiaires | Pluie       |

## Essais libres

### Première séance, le vendredi de 10 h à 11 h 30

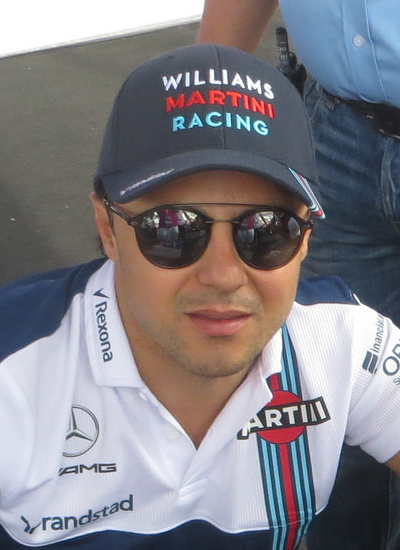
Felipe Massa au Grand Prix automobile d'Azerbaïdjan 2017.

| Pos. | Pilote           | Voiture              | Chrono         | Écart     |
| ---- | ---------------- | -------------------- | -------------- | --------- |
| 1    | Max Verstappen   | Red Bull-TAG Heuer   | 1 min 44 s 410 |           |
| 2    | Daniel Ricciardo | Red Bull-TAG Heuer   | 1 min 44 s 880 | + 0 s 470 |
| 3    | Sebastian Vettel | Ferrari              | 1 min 44 s 967 | + 0 s 557 |
| 4    | Sergio Pérez     | Force India-Mercedes | 1 min 45 s 398 | + 0 s 988 |
| 5    | Lewis Hamilton   | Mercedes             | 1 min 45 s 497 | + 1 s 087 |
| 6    | Valtteri Bottas  | Mercedes             | 1 min 45 s 737 | + 1 s 327 |

### Deuxième séance, le vendredi de 14 h à 15 h 30
| Pos. | Pilote           | Voiture            | Chrono         | Écart     |
| ---- | ---------------- | ------------------ | -------------- | --------- |
| 1    | Max Verstappen   | Red Bull-TAG Heuer | 1 min 43 s 362 |           |
| 2    | Valtteri Bottas  | Mercedes           | 1 min 43 s 462 | + 0 s 100 |
| 3    | Daniel Ricciardo | Red Bull-TAG Heuer | 1 min 43 s 474 | + 0 s 111 |
| 4    | Kimi Räikkönen   | Ferrari            | 1 min 43 s 489 | + 0 s 127 |
| 5    | Sebastian Vettel | Ferrari            | 1 min 43 s 615 | + 0 s 253 |
| 6    | Lance Stroll     | Williams-Mercedes  | 1 min 44 s 113 | + 0 s 751 |

### Troisième séance, le samedi de 11 h à 12 h
| Pos. | Pilote           | Voiture              | Chrono         | Écart     |
| ---- | ---------------- | -------------------- | -------------- | --------- |
| 1    | Valtteri Bottas  | Mercedes             | 1 min 42 s 742 |           |
| 2    | Kimi Räikkönen   | Ferrari              | 1 min 42 s 837 | + 0 s 095 |
| 3    | Lewis Hamilton   | Mercedes             | 1 min 43 s 158 | + 0 s 416 |
| 4    | Daniel Ricciardo | Red Bull-TAG Heuer   | 1 min 43 s 287 | + 0 s 545 |
| 5    | Esteban Ocon     | Force India-Mercedes | 1 min 43 s 344 | + 0 s 602 |
| 6    | Max Verstappen   | Red Bull-TAG Heuer   | 1 min 43 s 614 | + 0 s 872 |

## Séances de qualifications

### Résultats des qualifications

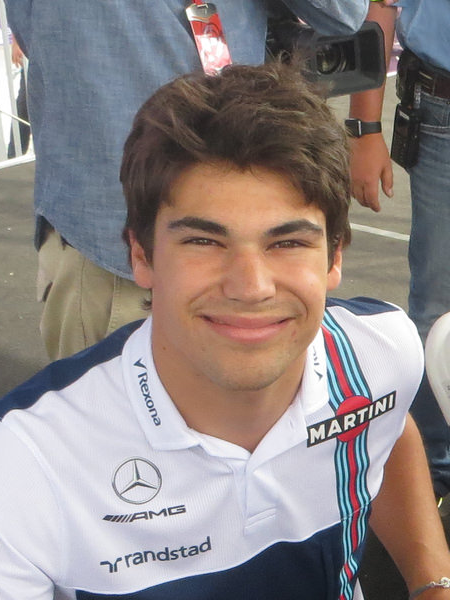
Lance Stroll au Grand Prix automobile d'Azerbaïdjan 2017.

| Pos.                                                                                      | Pilote            | Écurie               | Qualifications 1 | Qualifications 2 | Qualifications 3 |
| ----------------------------------------------------------------------------------------- | ----------------- | -------------------- | ---------------- | ---------------- | ---------------- |
| 1                                                                                         | Lewis Hamilton    | Mercedes             | 1 min 41 s 983   | 1 min 41 s 275   | 1 min 40 s 593   |
| 2                                                                                         | Valtteri Bottas   | Mercedes             | 1 min 43 s 026   | 1 min 41 s 502   | 1 min 41 s 027   |
| 3                                                                                         | Kimi Räikkönen    | Ferrari              | 1 min 42 s 678   | 1 min 42 s 090   | 1 min 41 s 693   |
| 4                                                                                         | Sebastian Vettel  | Ferrari              | 1 min 42 s 952   | 1 min 41 s 911   | 1 min 41 s 841   |
| 5                                                                                         | Max Verstappen    | Red Bull-TAG Heuer   | 1 min 42 s 544   | 1 min 41 s 961   | 1 min 41 s 879   |
| 6                                                                                         | Sergio Pérez      | Force India-Mercedes | 1 min 43 s 162   | 1 min 42 s 467   | 1 min 42 s 111   |
| 7                                                                                         | Esteban Ocon      | Force India-Mercedes | 1 min 43 s 051   | 1 min 42 s 751   | 1 min 42 s 186   |
| 8                                                                                         | Lance Stroll      | Williams-Mercedes    | 1 min 43 s 613   | 1 min 42 s 284   | 1 min 42 s 753   |
| 9                                                                                         | Felipe Massa      | Williams-Mercedes    | 1 min 43 s 165   | 1 min 42 s 735   | 1 min 42 s 798   |
| 10                                                                                        | Daniel Ricciardo  | Red Bull-TAG Heuer   | 1 min 42 s 857   | 1 min 42 s 215   | 1 min 43 s 414   |
| 11                                                                                        | Daniil Kvyat      | Toro Rosso-Renault   | 1 min 42 s 927   | 1 min 43 s 186   |                  |
| 12                                                                                        | Carlos Sainz Jr.  | Toro Rosso-Renault   | 1 min 43 s 489   | 1 min 43 s 347   |                  |
| 13                                                                                        | Kevin Magnussen   | Haas-Ferrari         | 1 min 44 s 029   | 1 min 43 s 796   |                  |
| 14                                                                                        | Nico Hülkenberg   | Renault              | 1 min 43 s 930   | 1 min 44 s 267   |                  |
| 15                                                                                        | Pascal Wehrlein   | Sauber-Ferrari       | 1 min 44 s 317   | 1 min 44 s 603   |                  |
| 16                                                                                        | Fernando Alonso   | McLaren-Honda        | 1 min 44 s 334   |                  |                  |
| 17                                                                                        | Romain Grosjean   | Haas-Ferrari         | 1 min 44 s 468   |                  |                  |
| 18                                                                                        | Marcus Ericsson   | Sauber-Ferrari       | 1 min 44 s 795   |                  |                  |
| 19                                                                                        | Stoffel Vandoorne | McLaren-Honda        | 1 min 45 s 030   |                  |                  |
| Temps minimal à réaliser pour la qualification : 1 min 49 s 121 (107 % de 1 min 41 s 983) |                   |                      |                  |                  |                  |
| Nq.                                                                                       | Jolyon Palmer     | Renault              |                  |                  |                  |

### Grille de départ du Grand Prix
- Sa Renault R.S.17 ayant pris feu lors de la troisième séance d'essais libres, Jolyon Palmer n'a pas participé aux qualifications ; il est repêché par les commissaires de course qui l'autorisent à prendre le départ de la dernière place[5],[6].
- Pour de multiples changements de pièces sur leurs groupes propulseurs Honda, les deux pilotes McLaren Stoffel Vandoorne et Fernando Alonso sont respectivement pénalisés d'un recul de 35 et de 40 places sur la grille ; après le repêchage de Palmer, ils s'élancent des dix-huitième et dix-neuvième places[7].
- Jugé coupable de l'accident dans le virage no 3 au premier tour du Grand Prix du Canada, Carlos Sainz Jr., auteur du douzième temps, est pénalisé d'un recul de trois places ; il s'élance du quinzième rang[8].

## Course

### Déroulement de l'épreuve

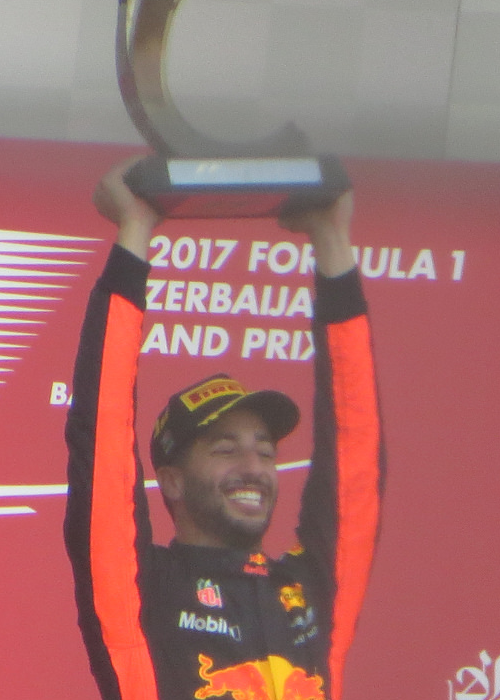
Daniel Ricciardo célébrant sa victoire au Grand Prix d'Azerbaïdjan 2017.

La température est de 28 °C au départ de la huitième manche de la saison 2017, sur une piste qui comporte la plus longue ligne droite du championnat (2,2 km). Lewis Hamilton réussit son envol mais, derrière lui dans le deuxième virage, Kimi Raïkkönen et Valtteri Bottas s'accrochent. Pneu avant crevé et museau abimé, Bottas doit passer par les stands pour faire réparer sa monoplace et repart à un tour du peloton ; Räikkönen poursuit sa route en semant divers débris de fibre de carbone sur la piste, ,. 
Au premier passage sur la ligne de chronométrage, Hamilton devance Vettel ; ils sont suivis par Sergio Pérez, Max Verstappen, Kimi Raïkkönen, Felipe Massa, Esteban Ocon, Lance Stroll, Daniel Ricciardo et Nico Hülkenberg,. En tête, les écarts se creusent au fil des tours et, après cinq boucles Hamilton possède presque trois secondes d'avance sur Vettel et Pérez est à deux secondes de la Ferrari. Daniel Ricciardo, dont les écopes de freins sont obstruées par des débris encombrant la piste, rentre au stand dès le sixième tour pour les faire nettoyer ; il reprend la course en dix-septième position,,. Max Verstappen s'attaque à Sergio Pérez pour le gain de la troisième place mais son moteur casse et il abandonne alors que Daniil Kvyat, dont la Toro Rosso est privée d'électricité, s'arrête en bord de piste au neuvième tour ; la voiture de sécurité n'est de sortie qu'au douzième tour. Durant la neutralisation de l'épreuve, la plupart des pilotes en profitent pour changer de pneus,.
Si la course est relancée au seizième tour, la piste reste jonchée de débris et la voiture de sécurité est obligée de ressortir une nouvelle fois, obligeant les concurrents à emprunter la voie des stands afin que les commissaires de piste puissent procéder au balayage d'un maximum de débris. Juste avant la deuxième relance, Lewis Hamilton freine en sortie de virage et Vettel, surpris par cet acte, le percute. Furieux, Vettel se porte à la hauteur de son rival en faisant de grands gestes de la main tandis que sa Ferrari se déporte vers la Mercedes et lui donne un coup de roue : Pour cette manœuvre, Vettel sera pénalisé d'un stop-and-go de dix secondes. Derrière la voiture de sécurité, l'ensemble des pilotes se plaint de sa lenteur et du danger engendré par la baisse de température de leurs pneumatiques,,. 
La course reprend au dix-neuvième tour ; dans le deuxième virage, pour le gain de la troisième place, Ocon tente de passer Pérez mais le Français tasse son coéquipier contre les barrières, provoquant un double arrêt au stand des deux Force India : Ocon doit faire changer son pneu avant droit crevé tandis que la suspension avant gauche de Pérez est pliée. De nouveaux débris volent et la voiture de sécurité entre en piste pour la troisième fois. Fernando Alonso estime à la radio qu'il est désormais temps de sortir le drapeau rouge afin de limiter les risques encourus par les pilotes ; Charlie Whiting interrompt la course au vingt-troisième tour,.
Durant la vingtaine de minutes de suspension, les mécaniciens de la Scuderia Ferrari et de Force India réparent in-extremis les monoplaces de Räikkönen et de Pérez qui peuvent reprendre la course. À la troisième relance, Hamilton conserve les commandes devant Vettel, très pressant, alors que Daniel Ricciardo, revenu aux avant-postes, profite de la longue ligne droite et d'un freinage tardif pour dépasser la Renault R.S.17 de Nico Hülkenberg et les deux Williams FW40 de Felipe Massa et Lance Stroll et s'installer à la troisième place. Les réparations effectuées sur les voitures de Pérez et Räikkönen l'ayant été dans la voie des stands et non dans les garages, les commissaires sanctionnent les deux pilotes qui abandonnent peu après, tout comme Massa victime d'un problème de suspension et Hülkenberg qui tape le muret et casse sa suspension avant droite,,. 
Lorsque Hamilton est remonté dans sa voiture à la fin de l'interruption de course, sa protection d'habitacle a été mal fixée : le pilote britannique doit alors retenir cette protection qui quitte son logement lors des phases d'accélération. Il tente, un temps, de maintenir l'élément d'une main en conduisant de l'autre à plus de 300 km/h dans la ligne droite mais, n'arrivant pas à le replacer correctement, doit, au trente-et-unième tour, regagner les stands pour en changer ; il ressort huitième,. Dans la trente-troisième boucle, après avoir mené durant deux tours, Vettel effectue son stop-and-go de dix secondes et reprend la piste en septième position, devant Hamilton. Ricciardo a entretemps pris les commandes de la course, devant Lance Stroll, Kevin Magnussen, Esteban Ocon, Valtteri Bottas et Fernando Alonso,,,.
Bottas dépasse facilement Ocon puis Magnussen avec l'aide de l'aileron arrière mobile et se lance à la poursuite de Stroll. Hamilton chasse derrière Vettel et les deux leaders du championnat du monde dépassent tour à tour Alonso, Ocon et Magnussen pour s"installer aux quatrième et cinquième rangs à partir du quarante-deuxième tour. Ocon prend le meilleur sur Magnussen tandis qu'Alonso rétrograde au neuvième rang après avoir aussi cédé devant Carlos Sainz Jr.,,. 
Ricciardo s'envole vers la cinquième victoire de sa carrière alors que Stroll a encore huit secondes d'avance sur Bottas à six tours de l'arrivée. Le Finlandais revient pourtant inexorablement sur la Williams et, dans la dernière ligne droite, revenu dans l'aspiration de Stroll, déboite juste avant le drapeau à damiers pour arracher la deuxième place.  À 18 ans 7 mois et 27 jours, Stroll obtient son premier podium, ce qui lui vaut d'être élu pilote du jour. Vettel résiste jusqu'au bout à Hamilton pour le gain de la quatrième place ; suivent Ocon, Magnussen, Sainz, Alonso qui marque les deux premiers points de McLaren cette saison et Wehrlein qui prend le point de la dixième place,. 
En tête du championnat, l'avance de Vettel sur Hamilton passe désormais à 14 points.

### Classement de la course
| Pos. | no | Pilote            | Écurie               | Tours | Temps/Abandon                      | Grille  | Points |
| ---- | -- | ----------------- | -------------------- | ----- | ---------------------------------- | ------- | ------ |
| 1    | 3  | Daniel Ricciardo  | Red Bull-TAG Heuer   | 51    | 2 h 03 min 55 s 573 (148,176 km/h) | 10      | 25     |
| 2    | 77 | Valtteri Bottas   | Mercedes             | 51    | + 3 s 904                          | 2       | 18     |
| 3    | 18 | Lance Stroll      | Williams-Mercedes    | 51    | + 4 s 009                          | 8       | 15     |
| 4    | 5  | Sebastian Vettel  | Ferrari              | 51    | + 5 s 976                          | 4       | 12     |
| 5    | 44 | Lewis Hamilton    | Mercedes             | 51    | + 6 s 188                          | 1       | 10     |
| 6    | 31 | Esteban Ocon      | Force India-Mercedes | 51    | + 30 s 298                         | 7       | 8      |
| 7    | 20 | Kevin Magnussen   | Haas-Ferrari         | 51    | + 41 s 753                         | 12      | 6      |
| 8    | 55 | Carlos Sainz Jr.  | Toro Rosso-Renault   | 51    | + 49 s 400                         | 15      | 4      |
| 9    | 14 | Fernando Alonso   | McLaren-Honda        | 51    | + 59 s 551                         | 19      | 2      |
| 10   | 94 | Pascal Wehrlein   | Sauber-Ferrari       | 51    | + 1 min 29 s 093                   | 14      | 1      |
| 11   | 9  | Marcus Ericsson   | Sauber-Ferrari       | 51    | + 1 min 31 s 794                   | 17      |        |
| 12   | 2  | Stoffel Vandoorne | McLaren-Honda        | 51    | + 1 min 32 s 169                   | 18      |        |
| 13   | 8  | Romain Grosjean   | Haas-Ferrari         | 50    | + 1 tour                           | 16      |        |
| 14   | 7  | Kimi Räikkönen    | Ferrari              | 46    | Dégâts multiples                   | 3       |        |
| Abd. | 11 | Sergio Pérez      | Force India-Mercedes | 39    | Siège cassé                        | 6       |        |
| Abd. | 19 | Felipe Massa      | Williams-Mercedes    | 25    | Suspension                         | 9       |        |
| Abd. | 27 | Nico Hülkenberg   | Renault              | 24    | Accident                           | 13      |        |
| Abd. | 33 | Max Verstappen    | Red Bull-TAG Heuer   | 12    | Moteur / Électricité               | 5       |        |
| Abd. | 26 | Daniil Kvyat      | Toro Rosso-Renault   | 9     | Électricité                        | 11      |        |
| Abd. | 30 | Jolyon Palmer     | Renault              | 7     | Freins                             | Pitlane |        |

### Pole position et record du tour
- Pole position :  Lewis Hamilton (Mercedes) en 1 min 40 s 593 (214,834 km/h)[14].
- Meilleur tour en course :  Sebastian Vettel (Ferrari) en 1 min 43 s 441 (208,919 km/h) au quarante-septième tour[15].

### Tours en tête
- Lewis Hamilton : 30 tours (1-30)[16].
- Sebastian Vettel : 3 tours (31-33).
- Daniel Ricciardo : 18 tours (34-51).

## Classements généraux à l'issue de la course
| Pos. | Pilote           | Écurie               | Points |
| ---- | ---------------- | -------------------- | ------ |
| 1    | Sebastian Vettel | Ferrari              | 153    |
| 2    | Lewis Hamilton   | Mercedes             | 139    |
| 3    | Valtteri Bottas  | Mercedes             | 111    |
| 4    | Daniel Ricciardo | Red Bull-TAG Heuer   | 92     |
| 5    | Kimi Räikkönen   | Ferrari              | 73     |
| 6    | Max Verstappen   | Red Bull-TAG Heuer   | 45     |
| 7    | Sergio Pérez     | Force India-Mercedes | 44     |
| 8    | Esteban Ocon     | Force India-Mercedes | 35     |
| 9    | Carlos Sainz Jr. | Toro Rosso-Renault   | 29     |
| 10   | Felipe Massa     | Williams-Mercedes    | 20     |
| 11   | Nico Hülkenberg  | Renault              | 18     |
| 12   | Lance Stroll     | Williams-Mercedes    | 17     |
| 13   | Kevin Magnussen  | Haas-Ferrari         | 11     |
| 14   | Romain Grosjean  | Haas-Ferrari         | 10     |
| 15   | Pascal Wehrlein  | Sauber-Ferrari       | 5      |
| 16   | Daniil Kvyat     | Toro Rosso-Renault   | 4      |
| 17   | Fernando Alonso  | McLaren-Honda        | 2      |

| Pos. | Écurie               | Points |
| ---- | -------------------- | ------ |
| 1    | Mercedes             | 250    |
| 2    | Ferrari              | 226    |
| 3    | Red Bull-TAG Heuer   | 137    |
| 4    | Force India-Mercedes | 79     |
| 5    | Williams-Mercedes    | 37     |
| 6    | Toro Rosso-Renault   | 33     |
| 7    | Haas-Ferrari         | 21     |
| 8    | Renault              | 18     |
| 9    | Sauber-Ferrari       | 5      |
| 10   | McLaren-Honda        | 2      |

## Statistiques
Le Grand Prix d'Azerbaïdjan 2017 représente :
- la 66e pole position de Lewis Hamilton, qui dépasse Ayrton Senna, à deux unités du record de Michael Schumacher[19],[20] ;
- la 5e victoire de sa carrière pour Daniel Ricciardo[21] ;
- la 53e victoire de Red Bull Racing en tant que constructeur[22] ;
- la 3e victoire pour Tag Heuer en tant que motoriste[23] ;
- le 1er podium de sa carrière pour Lance Stroll[24].

Au cours de ce Grand Prix :
- Daniel Ricciardo passe la barre des 700 points inscrits en Formule 1 (708 points)[25] ;
- Lance Stroll est élu « Pilote du jour » lors d'un vote organisé sur le site officiel de la Formule 1[26] ;
- À 18 ans et 239 jours, Lance Stroll devient le plus jeune « rookie » de l'histoire à monter sur un podium en Formule 1 ; il ne bat pas le record de précocité de Max Verstappen, de douze jours plus jeune lorsqu'il est monté sur le podium en remportant le Grand Prix d'Espagne 2016, lors de sa deuxième saison complète dans la discipline. Il est le troisième pilote canadien à monter sur un podium de Formule 1, après Gilles Villeneuve et son fils Jacques Villeneuve, seize ans après l'ultime podium de ce dernier[27] ;
- Sebastian Vettel perd trois points sur sa superlicence à cause de son coup de volant contre la Mercedes de Lewis Hamilton lors de la deuxième relance de la course. Son total se monte à neuf points de pénalité pour un « permis » qui en compte douze et dont la perte entraîne la suspension pour un Grand Prix[28] ;
- Danny Sullivan (15 Grands Prix chez Tyrrell Racing en 1983, 2 points, vainqueur des 500 miles d'Indianapolis 1985 et champion CART en 1988) a été nommé par la FIA conseiller pour aider dans leurs jugements le groupe des commissaires de course[29].